# Furiani
Furiani é uma cidade francesa que fica na região administrativa da Córsega, no departamento da Alta Córsega (Haute-Corse).
Sua população em 2013 chegou à marca de 5.788 moradores.

## Geografia

### Localização

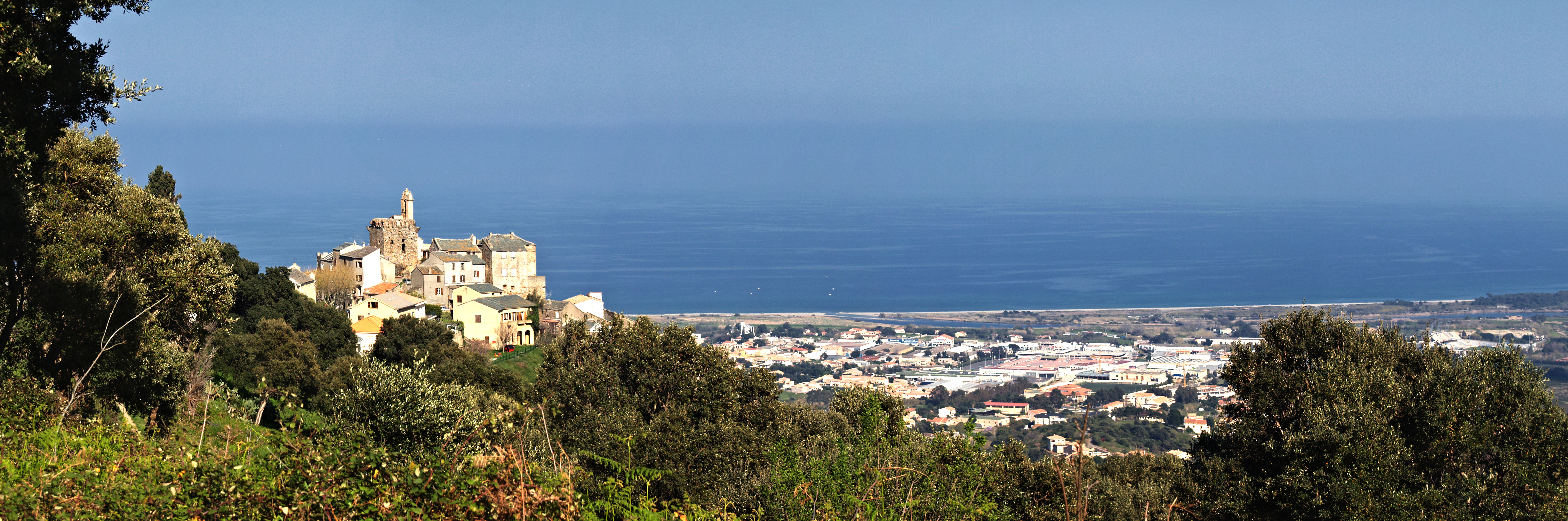
Vista de Furiani.

Furiani foi anexada à parte antiga da cidade de Bastia, e faz parte atualmente da região polarizada por esta última. A parte litorânea da comuna situa-se ao norte da planície de Marana.

### Clima
O clima de Furiani é mediterrânico.

## Economia
A economia de Furiani é praticamente ligada a Bastia, sendo que as indústrias e a área comercial localizam-se ao lado desta cidade.